# Пазник
Па́зник, также шпунту́бель, шпунто́вник, доро́жник — режущий инструмент, родственный долоту, чтобы выбирать пазы (шпунты). 
Также в плотничном деле пази́ло — род тесла́ или кирки, которой выбирают пазы или широкое, прямое долото на шесте, которым пазят и сбивают скалу́, бересту .
С помощью шпунтубеля можно выбирать не только пазы, но и четверти, прострагивая пазы с пласти и с ребра, причём удаляемая древесина не переводится в стружку полностью, а оставляет реечку. Таким образом, выборка четвертей шпунтубелем происходит быстрее и легче.
Железко пазника узкое и полукруглое; сточено оно немного круто.
Колодка у пазника родственная медведке, но с боку колодки прибивается дощечка; её нижняя кромка имеет расположение на нижней подошве колодки; дощечка служит направляющей для того, чтобы дорожка, которая выстрагивается, была параллельна кромке той или иной доски. Для прострагивания паза на произвольном от края расстоянии используется переставная направляющая линейка на винтах с гайками или клиньях.
В плотничном деле, для желобления кровельных досок, то есть для прострагивания в них продольных желобков для стока воды, плотниками употребляется дорожник или пазник.
- Различные конструкции пазников (шпунтубелей)
- С постоянным упором
- с переставным упором на рейках
- без упора
- с переставным боковым упором на винтах и упором глубины в процессе работы